# Tianbu (sockenhuvudort i Kina, Jiangxi Sheng, lat 26,40, long 116,19)
Tianbu är en sockenhuvudort i Kina. Den ligger i provinsen Jiangxi, i den sydöstra delen av landet, omkring 260 kilometer söder om provinshuvudstaden Nanchang. Antalet invånare är 24 712. Befolkningen består av 11 947 kvinnor och 12 765 män. Barn under 15 år utgör 24,0 %, vuxna 15-64 år 68 %, och äldre över 65 år 7,0 %.
Runt Tianbu är det ganska tätbefolkat, med 179 invånare per kvadratkilometer. Närmaste större samhälle är Gucun, 17,6 km söder om Tianbu. I omgivningarna runt Tianbu växer huvudsakligen savannskog.
Genomsnittlig årsnederbörd är 2 191 millimeter. Den regnigaste månaden är maj, med i genomsnitt 351 mm nederbörd, och den torraste är oktober, med 24 mm nederbörd.